# Bangalore
Bangalore (AFI: /banɡaˈlɔre/; ufficialmente Bengaluru; in kannada ಬೆಂಗಳೂರು, Bengalūru, ) è una città dell'India di 8.425.970 abitanti, classificata come corporazione municipale, capoluogo del distretto urbano di Bangalore, del distretto rurale di Bangalore e della divisione di Bangalore, nello stato federato del Karnataka di cui è la capitale nonché la città più grande.
In base al numero di abitanti la città rientra nella classe I (da 100.000 persone in su).

## Storia
Con l'indipendenza dell'India nel 1947 Bangalore divenne un grande centro industriale con industrie quali l'Hindustan Aeronautics Limited e l'Indian Space Research Organisation.
Negli ultimi decenni il successo delle aziende ad alta tecnologia di Bangalore ha visto la crescita del settore della tecnologia dell'informazione (IT) in India. Le sole aziende di Bangalore impiegano il 30% di tutti i dipendenti dell'IT in India. In questa città ha sede anche lo Alternative Law Forum, cofondato da Lawrence Liang.
La città vanta inoltre il Training Center dell'aeronautica indiana, il Madras Engineering Group (MEG) ed il Central Military Police entrambi facenti parte dell'esercito.

## Toponomastica
Il nome Bangalore è una forma anglicizzata della parola kannada Bengaluru. La più antica traccia del nome Bengaluru è una inscrizione Ganga del IX secolo.
Il 1º novembre 2006 il governo del Karnataka ha adottato per la città il nome in lingua kannada Bengalūru. In séguito all'approvazione del governo federale, il 1º novembre 2014 Bengalūru è divenuto a tutti gli effetti il nome ufficiale della città.

## Società

### Evoluzione demografica
Al censimento del 2001 la popolazione di Bangalore assommava a 4.292.223 persone, delle quali 2.240.956 maschi e 2.051.267 femmine. I bambini di età inferiore o uguale ai sei anni assommavano a 458.537, dei quali 235.755 maschi e 222.782 femmine. Infine, coloro che erano in grado di saper almeno leggere e scrivere erano 3.326.983, dei quali 1.803.476 maschi e 1.523.507 femmine.

## Scienza e tecnologia
Bangalore è il centro scientifico d'eccellenza dell'Unione Indiana ed è la sede dell'Istituto Indiano di Scienze ed inoltre dell'Istituto Indiano di Astrofisica, del Istituto di ricerca Raman, del Centro Jawaharlal Nehru per la ricerca scientifica avanzata, del Centro nazionale per la scienza biologica e dell'Istituto di Statistica Indiano. 
Bangalore ha dato il nome al congegno esplosivo omonimo - il Siluro Bangalore - qui usato per la prima volta nel 1912.

## Lingue e religione
La popolazione di lingua kannada costituisce il 38% della popolazione.
Il kannada è la lingua ufficiale dello Stato. Le minoranze linguistiche più consistenti sono quelle di lingua tamil, telugu, tulu e hindi. L'inglese è la lingua franca dei ceti più abbienti.
Al censimento del 2001 quasi l'80% della popolazione è risultato essere di religione induista. La minoranza religiosa più consistente è quella musulmana con il 13,37%, seguono i cristiani (5,79%) e i giainisti (1,05%).

## Infrastrutture e trasporti
A circa 30 km dalla città è presente l'Aeroporto Internazionale di Bangalore.

## Amministrazione

### Gemellaggi
Bangalore è gemellata con le seguenti città:
- Minsk[7]
- Cleveland[8]
- San Francisco[9]
- Charkiv